# Ирейкин, Геннадий Григорьевич
Генна́дий Григо́рьевич Ире́йкин (род. 26 ноября 1940, Акшуат, Куйбышевская область) — авиационный штурман, заслуженный штурман-испытатель СССР, Герой Российской Федерации.

## Биография
Родился 26 ноября 1940 года в селе Акшуат ныне Барышского района Ульяновской области. Чуваш. Окончил 10 классов средней школы в посёлке Старотимошкино Барышского района Ульяновской области, в 1964 — Куйбышевский авиационный институт.
В 1964—1970 годах работал ведущим инженером по лётным испытаниям в Лётно-исследовательском институте (ЛИИ). В 1971 окончил штурманское отделение Школы лётчиков-испытателей. В 1971—2000 годах работал в ЛИИ.
Провёл испытания пилотажно-навигационных комплексов для самолётов разного назначения: перехватчика МиГ-31, пассажирских Ил-86, Ту-144, Ту-154, Ту-204, Як-42, транспортных Ан-74, Ан-124 «Руслан», Ан-225 «Мрия», Ил-76, сверхзвукового бомбардировщика Ту-22М3.
Принимал участие в испытаниях и отработке систем для космического корабля многоразового использования «Буран», а также в испытаниях опытных двигателей на летающих лабораториях Ту-16ЛЛ и Ил-76ЛЛ, различных систем спасения и десантирования. 
В общей сложности участвовал в лётных испытаниях более 50 типов самолётов и вертолётов. В 1988 году участвовал в установлении мирового авиационного рекорда дальности полёта на самолёте Ан-72.
27 октября 1989 года с лётчиком-испытателем П. В. Гладковым катапультировался в испытательном полете на самолете МиГ-31.
Живёт в городе Жуковском Московской области. В 2004-2014 годах возглавлял Всероссийское общественное объединение испытателей «Клуб Героев города Жуковский».

## Награды и звания
- Герой Российской Федерации (23 марта 2000 года) — за мужество и героизм, проявленные при испытаниях новой авиационной техники
- Орден «Знак Почёта», медали
- Заслуженный штурман-испытатель СССР (1984)